# Regionale eenheden van de Nationale Politie

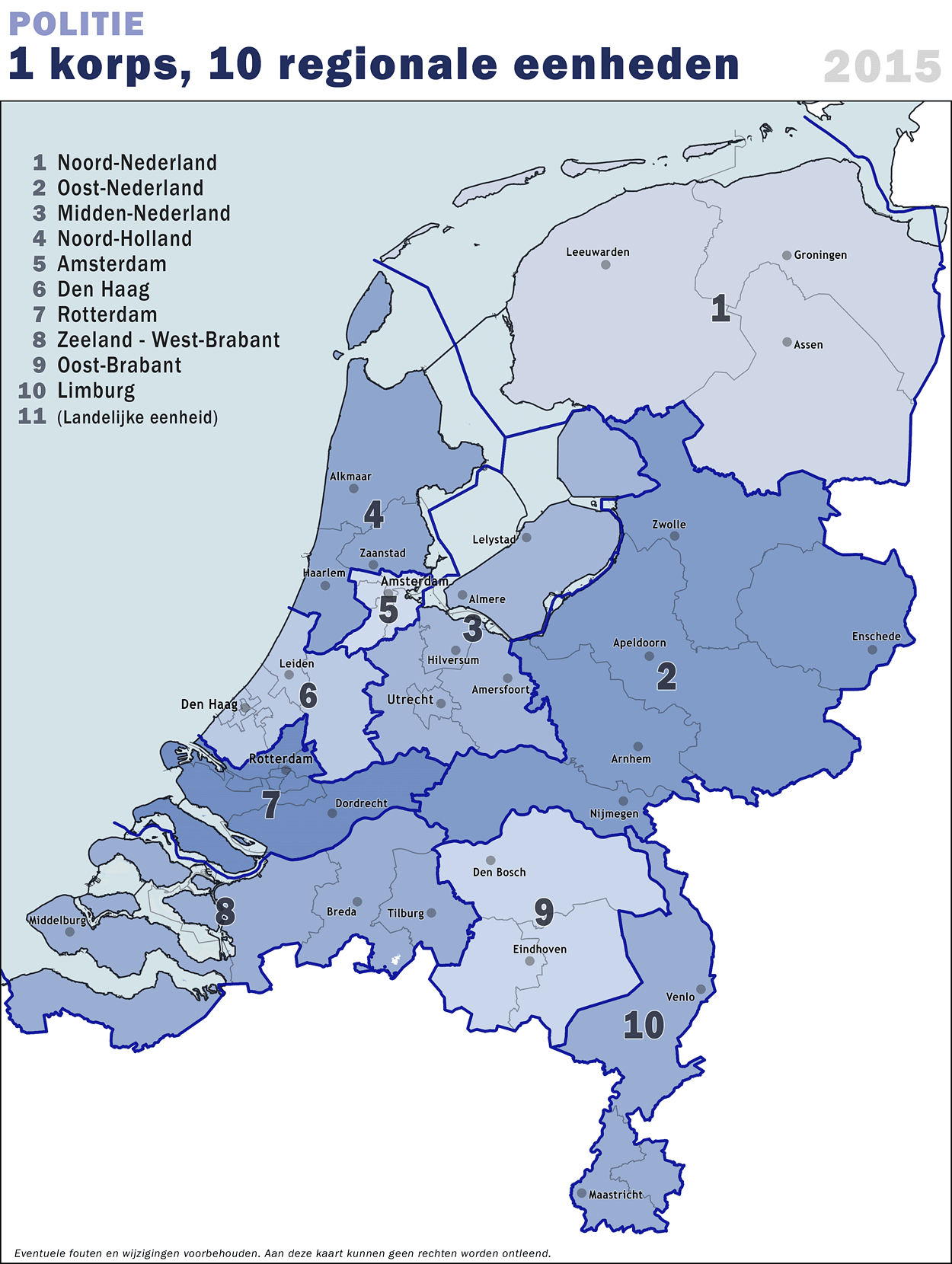
Politie-eenheden, door het kabinet vastgestelde indeling. De dunne grijze grenzen zijn districtsgrenzen.

Het werkgebied van de politie in Nederland is verdeeld in verschillende zogeheten regionale eenheden. Die gebieden vallen samen met de justitiële arrondissementen. Officieel is er één politieregio (één korps) met 10 gebieden, zoals op de kaart aangegeven. Naast de 10 gebieden is er ook een ondersteunende Landelijke Eenheid, waarin gespecialiseerde eenheden zijn ondergebracht zoals de politieluchtvaartdienst.

## Beheer en gezag
De regio's hebben alle een hoofdcommissaris, zij rapporteren aan de eerste hoofdcommissaris. De minister van Justitie en Veiligheid is verantwoordelijk voor de Nederlandse politie als geheel.

## Overzicht van de regionale eenheden
In de eerste kolom van de tabel staan alle regionale eenheden, in de tweede kolom staat welke voormalige regiokorpsen bij elkaar zijn gevoegd voor de nieuwe gebieden. Naast de 10 regionale eenheden is er ook een Landelijke Eenheid.
| Eenheid              | Werkgebied                                                                          |
| -------------------- | ----------------------------------------------------------------------------------- |
| Noord-Nederland      | Groningen, Friesland en Drenthe                                                     |
| Oost-Nederland       | IJsselland, Twente, Noord- en Oost-Gelderland, Gelderland-Midden en Gelderland-Zuid |
| Midden-Nederland     | Utrecht, Gooi en Vechtstreek en Flevoland                                           |
| Noord-Holland        | Noord-Holland-Noord, Zaanstreek-Waterland en Kennemerland                           |
| Amsterdam            | Amsterdam-Amstelland                                                                |
| Den Haag             | Haaglanden en Hollands Midden                                                       |
| Rotterdam            | Rotterdam-Rijnmond en Zuid-Holland-Zuid                                             |
| Zeeland West-Brabant | Zeeland en Midden- en West-Brabant                                                  |
| Oost-Brabant         | Brabant-Noord en Brabant-Zuid-Oost                                                  |
| Limburg              | Limburg-Noord en Limburg-Zuid                                                       |

## Geschiedenis

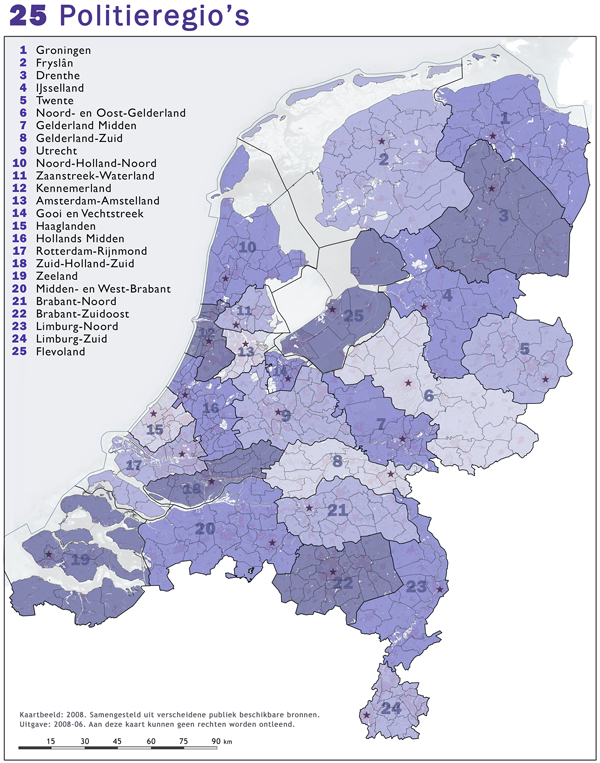
Politieregio's, situatie voor 2013

Vanaf de politiereorganisatie van 1993 tot de vorming van Nationale politie (Nederland) op 1 januari 2013 bestond de politie uit 25 regiokorpsen, die ieder een geografische regio bestreken, ondersteund door het (26e) Korps landelijke politiediensten (KLPD), dat de landelijke politietaken organiseerde. Elke regio was opgedeeld in districten.
De burgemeester van een van de gemeenten binnen een regio (doorgaans de grootste gemeente) was de korpsbeheerder. Samen met de korpschef van het betreffende regiokorps en de hoofdofficier van justitie vormde hij of zij de regionale driehoek, of de beheersdriehoek, zoals in de Politiewet genoemd.
Het Kabinet-Rutte I heeft in december 2010 besloten de indeling van de politieregio's gelijk te maken aan die van de nieuwe justitiële arrondissementen. De definitieve nieuwe kaart is op 14 december 2010 bekendgemaakt. De nieuwe indeling ging op 1 januari 2013 in.